# Dan Gjanković
Dan Gjanković (Zagreb, 2. veljače 1925. – Zagreb, 28. siječnja 1967.), hrvatski pravnik

## Životopis
Rođen u Zagrebu kao Dan Bresslauer, u židovskoj obitelji, od oca Adolfa i Grete Bresslauer. Prema svjedočenju Mirjane Gross, Danova mati Greta izmolila je nadbiskupa Stepinca neka izda lažan rodni list njezinu sinu Danu. U listu bi pisalo da je Danov otac njezin drugi suprug poznati liječnik Hugo Gjanković, a ne Bresslauer, čime bi Dan bio kao dijete iz mješovitog braka i time spašen. Gretinoj je molbi Stepinac te je Gretin sin Dan Bresslauer postao Gjanković.
U Zagrebu diplomirao (1949.) i doktorirao (1953.) na Pravnome fakultetu. Usavršavao se u Francuskoj, Velikoj Britaniji i SAD-u. Predavao ustavno pravo na Pravnom fakultetu i Fakultetu političkih nauka u Zagrebu. Sudjelovao u izradi zakonskih propisa, bio savezni poslanik (1963. – 1967.). Glavna djela: O imunitetu narodnih zastupnika (1962.) i Ustavno pravo i politički sistem (koautor, 1968.).

## Vanjske poveznice
- Billiongraves